# Didimus ealaensis
Didimus ealaensis là một loài bọ cánh cứng trong họ Passalidae. Loài này được Hincks miêu tả khoa học năm 1933.